# Batavocythere
Batavocythere is een geslacht van uitgestorven kreeftachtigen uit de klasse van de Ostracoda (mosselkreeftjes).

## Soorten
- Batavocythere gaultina (Kaye, 1963) Kemper, 1971 †
- Batavocythere hiltermanni Kemper, 1971 †
- Batavocythere rugosa (Luebimova, 1965) Gruendel, 1974 †